# Coraline (romanzo)
Coraline è un romanzo horror fantasy per ragazzi scritto da Neil Gaiman e illustrato da Dave McKean, pubblicato nel 2002, vincitore del Premio Hugo e del Premio Nebula per il miglior romanzo breve, edito in Italia nel 2003.
Dal romanzo è stato realizzato un film d'animazione intitolato Coraline e la porta magica (Coraline, 2009).

## Storia editoriale
Il titolo dell'opera prende il nome dalla sua protagonista, che tuttavia, originariamente, doveva chiamarsi "Caroline"; è diventata Coraline per un errore di battitura sulla tastiera del computer. Seguendo i consigli dello scrittore Larry Niven, Gaiman ha deciso di non correggere l'errore.
Il romanzo è stato pubblicato nel 2002 per la casa editrice HarperCollins ed ha vinto numerosi premi tra cui il premio Hugo per il miglior romanzo breve, il premio Nebula per il miglior romanzo breve, il Premio Bram Stoker alla Narrativa per ragazzi.

## Trama
(Neil Gaiman, Coraline)
Un giorno Coraline trova, nel salotto di casa sua, una porta che teoricamente dovrebbe essere murata e sbarrare l'accesso ad un altro appartamento; in realtà la bambina scopre che oltre quella porta c'è un buio corridoio che conduce ad una casa identica alla sua, abitata da una persona identica a sua madre, ma che ha due bottoni cuciti al posto degli occhi. Questa donna, ribattezzata "Altra Madre", si rivela affettuosa e attenta a Coraline, e le dice di farsi adottare da lei, che la tratterà sempre bene e dolcemente. In cambio dovrà farsi cucire i bottoni al posto degli occhi. La ragazzina, anche se trova il nuovo mondo piuttosto interessante, si trova spaventata da questa richiesta e torna nella sua vera casa.
Al ritorno nel suo mondo, Coraline scopre che i suoi veri genitori sono scomparsi e comprende che sono stati rapiti dall'Altra Madre; per salvarli deve tornare nell'altro mondo e cercare il posto in cui sono nascosti. Tenuta prigioniera in uno specchio magico dall'Altra Madre, trova gli spettri di tre bambini, precedenti vittime dell'altra madre. Capisce quindi che l'Altra Madre è una "megera" (strega che si ciba di bambini) che ha creato il mondo distorcendo quello vero di Coraline, e che vuole la sua anima per cibarsene. Così Coraline le lancia una sfida: se riuscirà a trovare gli occhi dei tre bambini e i suoi genitori, l'Altra Madre la lascerà andare; in caso contrario si farà cucire i bottoni al posto degli occhi. Fatto questo patto Coraline, che non si fida molto dell'Altra Madre, le chiede di giurare, cosa che lei fa giurando sulla sua mano destra.
Con l'aiuto del Gatto e di uno speciale amuleto che le hanno dato Miss Spink e Miss Forcible, Coraline ritrova ben presto i tre occhi e capisce anche qual è il posto in cui l'Altra Madre tiene i suoi genitori. Comprendendo che l'Altra Madre non l'avrebbe lasciata andare, nemmeno se avesse vinto, con uno stratagemma riesce a farsi aprire la porta dei due mondi dall'Altra Madre e a fuggire richiudendosela alle spalle.
Dopo essere tornata nel suo vero mondo tutto sembra tornato alla normalità, ma i bambini spettri che lei aveva liberato, comparendole in sogno, la mettono in guardia: l'Altra Madre la sta ancora cercando. Infatti dopo poco tempo Coraline scopre che la mano destra sulla quale l'Altra Madre aveva giurato, è arrivata nel suo mondo e cerca la chiave della porta dimensionale per poter continuare ad adescare i bambini. Coraline organizza una trappola e riesce a far precipitare anche l'ultimo pezzo dell'Altra Madre in un profondissimo pozzo, cancellando la sua minaccia. Risolta tutta la situazione, Coraline si avvia a riprendere la sua vecchia vita, sicura che da ora in poi niente potrà spaventarla.

## Personaggi
Coraline Jonesè una ragazzina di undici anni, saggia, curiosa e molto coraggiosa. Ama i suoi genitori, ma non sopporta che la trascurino a causa del loro lavoro. Si autodefinisce "esploratrice", data la sua grande curiosità per i luoghi che la circondano.
Mrs. Jonesè la madre di Coraline ed è una donna molto impegnata, ma comunque bella, simpatica, moderna e discreta.
Mr. Jonesè il padre di Coraline e, come sua moglie, a causa del proprio lavoro trascura la figlia. In un flashback viene raccontato un singolare episodio: dopo esser fuggito da alcune api, l'uomo, pur essendo stato punto numerose volte, si preoccupa inizialmente soprattutto per le condizioni della piccola Coraline.
Il gatto neroè una creatura capace di vivere tanto nel vero mondo di Coraline quanto nel mondo alternativo dell'altra madre; in questo luogo, il gatto è in grado di parlare e guida la bambina alla scoperta della vera natura del mondo alternativo. Ha un carattere apparentemente altezzoso e orgoglioso, ma in realtà teme che, senza l'aiuto di Coraline, possa rimanere per sempre imprigionato nel mondo dell'altra madre. Dimostra di tenere alla ragazza dandole consigli preziosi che le salveranno la vita. Il Gatto rivela di conoscere vie per passare da un mondo all'altro, sconosciuti perfino all'altra Madre.
L'altra Madreidentica per aspetto alla vera madre della bambina, ma è in realtà, una creatura malvagia e potente; è colei che ha creato il mondo alternativo in cui Coraline pensa di trovare la famiglia perfetta. All'inizio sembra amorevole, ma si dimostrerà presto malvagia, cambiando più volte forma nel corso della storia mutando in vento e acqua. L'altra madre ha la capacità di annebbiare i sensi e indebolire la volontà delle sue prede ma non sembra essere in grado di toccare Coraline in quanto la bambina dispone di un talismano, un sasso forato, che la protegge. Il Gatto spiega a Coraline, che L'altra Madre ama i giochi e le sfide.
L'altro Padrequesta creatura è stata creata dall'altra madre per ingannare Coraline. Quando egli le rivelerà importanti dettagli sull'altro mondo, l'altra madre lo trasformerà in una creatura deforme e lo imprigionerà in una cantina per punizione.
Miss Forcible e Miss Spinksono le vicine di casa di Coraline, un tempo attrici. Hanno in casa molti cani e tra di loro parlano utilizzando frasi di drammi e commedie teatrali. Praticano la tasseomanzia, grazie alla quale avvertono Coraline dei pericoli che corre, fornendole un prezioso amuleto, in grado di proteggere la bambina dagli incantesimi dell'altra madre. Nel mondo alternativo, Miss Forcible e Miss Spink possiedono degli alter ego giovani e aitanti, che si esibiscono in performance per un pubblico composto di soli cani.
Signor Boboun vicino di casa di Coraline, che chiama "il vecchio pazzo". Quest'uomo, un tempo acrobata in un circo, dice di allenare dei topi per numeri ed esibizioni. Anche i suoi animaletti tenteranno di avvisare Coraline riferendole di non attraversare più la porta che conduce alla dimensione della strega. All'inizio la bambina non dà ascolto al messaggio, ma poi capirà che essi sono intermediari tra il mondo reale e quello dell'altra madre. Anche qui il suo alter ego allena dei topi, che compongono il suo corpo ma a differenza dei topi nel mondo di Coraline questi sono dei ratti agli ordini dell'altra madre.
I tre fantasmi bambinisono tre vittime dell'altra madre che hanno preceduto Coraline nel mondo alternativo. Sono rinchiusi in un ripostiglio dietro uno specchio magico dopo essere stati uccisi. Quando Coraline li incontra promette loro di liberare le loro anime, affinché riposino in pace.
Il Corridoio delle due casesembrerà un corridorio normale all'inizio, ma verso la fine si scoprirà essere una misteriosa entità cosciente e mobile. Coraline toccando una parete, la sentirà coperta di una calda e umida pelliccia. La bambina intuisce solo, che il Corridoio è molto più vecchio dell'altra Madre.

## Epigrafe
La citazione viene attribuita a G. K. Chesterton ma in realtà essa fu riportata dall'autore a memoria e, così trascritta, risulta essere una rielaborazione dei concetti espressi da Chesterton in Tremende bazzecole. Gaiman si è scusato per questo errore, spiegando di essersi dimenticato, nel lungo lasso di tempo intercorso tra la scrittura e la pubblicazione del libro, di tornare a controllare l'esattezza della citazione.

## Adattamento cinematografico
Dal romanzo è stato realizzato un film d'animazione intitolato Coraline e la porta magica (Coraline, 2009), realizzato con la tecnica dello stop-motion diretto da Henry Selick, già regista di Nightmare Before Christmas. Il film è stato distribuito in Italia nel giugno 2009.

## Edizioni
- (EN) Neil Gaiman, Coraline, illustrazioni di Dave McKean, 1ª ed., HarperCollins, 2002.
- Neil Gaiman, Coraline, traduzione di Maurizio Bartocci, illustrazioni di Dave McKean, I grandi del fantastico, Arnoldo Mondadori Editore, 2003,  p. 184, ISBN 88-04-51546-5.
- Neil Gaiman, Coraline, collana Oscar bestsellers, traduzione di Maurizio Bartocci, illustrazioni di Dave McKean, Arnoldo Mondadori Editore, 2004,  pp. 182, cap. 13, ISBN 88-04-53023-5.